# Abdelkhalek El-Banna
Abdelkhalek El-Banna, född 4 juli 1988, är en egyptisk roddare.
El-Banna tävlade för Egypten vid olympiska sommarspelen 2016 i Rio de Janeiro, där han slutade på 10:e plats i singelsculler. Vid olympiska sommarspelen 2020 i Tokyo slutade El-Banna på andra plats i C-finalen i singelsculler, vilket var totalt 14:e plats i tävlingen.